# HMS Unison (P43)
Le HMS Unison (Pennant number: P43) est un sous-marin de la classe Umpire de la Royal Navy. Il a été construit en 1941 par Vickers-Armstrongs à Barrow-in-Furness (Angleterre).
Avant de recevoir ce nom, il était officieusement connu sous le nom d'Ulysse.

## Conception et description
Le Unison fait partie du troisième groupe de sous-marins de classe U qui a été légèrement élargi et amélioré par rapport au deuxième groupe précédent de la classe U. Les sous-marins avaient une longueur totale de 60 mètres et déplaçaient 549 t en surface et 742 t en immersion. Les sous-marins de la classe U avaient un équipage de 31 officiers et matelots.
Le Unison était propulsé en surface par deux moteurs diesel fournissant un total de 615 chevaux-vapeur (459 kW) et, lorsqu'il était immergé, par deux moteurs électriques d'une puissance totale de 825 chevaux-vapeur (615 kW) par l'intermédiaire de deux arbres d'hélice. La vitesse maximale était de 14,25 nœuds (26,39 km/h) en surface et de 9 nœuds (17 km/h) sous l'eau.
Le Unison était armé de quatre tubes lance-torpilles de 21 pouces (533 mm) à l'avant et transportait également quatre recharges pour un grand total de huit torpilles. Le sous-marin était également équipé d'un canon de pont de 3 pouces (76 mm).

## Carrière
Le sous-marin Unison a passé la plus grande partie de sa carrière de guerre en Méditerranée, où il a coulé les marchands italiens Enrichetta, Marco Foscarini et Terni, les voiliers italiens Luigi Verni, Carlo P. et Angela, le caboteur allemand Jaedjoer et le pétrolier italien Zeila. Il a également endommagé le pétrolier italien Pozarica, et a torpillé sans succès le marchand italien Chisone et un pétrolier de taille moyenne identifié comme l'auxiliaire italien Cerere.
Il participe à l'opération Harpoon, lorsqu'il torpille une force de croiseurs italiens composée des croiseurs légers Raimondo Montecuccoli et Emanuele Filiberto Duca d'Aosta sans atteindre aucune cible le 13 juin 1942. Le 2 août 1943, le pétrolier américain Yankee Arrow tire par erreur sur le Unison au large du cap Bon, endommageant sa coque pressurisée, mais il peut revenir à quai à Bizerte par ses propres moyens. L'attaque a tué l'officier de quart, et gravement blessé trois autres membres de l'équipage, dont son capitaine, le lieutenant Anthony Daniell.
Il fut transféré à la marine soviétique le 26 juin 1944, et renommé V3. Il a passé cinq ans au service de l'Union soviétique, avant de retourner à la Royal Navy en 1949 et mis à la ferraille à Stockton en mai 1950.
Pendant la semaine de guerre, en mars 1942, le HMS Unison est adopté par les habitants d'Ashby-de-la-Zouch. Le conseil du district rural et le conseil du district urbain d'Ashby ont reçu plus tard des plaques commémorant leur soutien au navire et à son équipage. Ces plaques ont été récemment découvertes, réunies et présentées au musée d'Ashby de la Zouch où elles sont exposées.

## Commandant
- Lieutenant (Lt.) Arthur Connuch Halliday (RN) du 12 décembre 1941 au 29 décembre 1942
- Lieutenant (Lt.) Anthony Robert Daniell (RN) du 29 décembre 1942 au 3 août 1943
- Lieutenant (Lt.) John Edwin Ernest Denny Haward (RN) du 3 août 1943 au 20 août 1943
- Lieutenant (Lt.) Thomas Erasmus Barlow (RN) du 20 août 1943 au 30 novembre 1943
- T/Lieutenant (T/Lt.) Percy Clive Stanbury Pritchard (RNR) du 30 novembre 1943 au 30 mai 1944

RN: Royal Navy - RNR: Royal Naval Reserve